# Parafia św. Wawrzyńca w Kluczewsku
Parafia Świętego Wawrzyńca – parafia rzymskokatolicka w Kluczewsku (diecezja kielecka, dekanat włoszczowski). Erygowana w 1812. Mieści się przy ulicy Kościelnej. Duszpasterstwo w niej prowadzą księża diecezjalni.